# جاکومو ریتزولاتی
جاکومو ریتزولاتی (ایتالیایی: Giacomo Rizzolatti؛ زادهٔ ۲۸ آوریل ۱۹۳۷) یک دانشمند، پژوهش‌گر و متخصص مشهور روان‌شناسی اهل ایتالیا است.
وی دانشمند ارشد و سرپرست تیم پژوهشی‌ای بود که کارهایشان منجر به کشف نورون‌های آینه‌ای در لوب پیشانی و لوب آهیانه‌ایِ میمون‌های ماکاک شد و مقالات فراوانی در این زمینه منتشر نموده‌است.